# Кайнар (Кокпектинский район)
Кайнар (каз. Қайнар) — село в Кокпектинском районе Абайской области Казахстана. Входит в состав Тассайского сельского округа. Код КАТО — 635065300.

## Население
В 1999 году население села составляло 265 человек (136 мужчин и 129 женщин). По данным переписи 2009 года, в селе проживал 131 человек (70 мужчин и 61 женщина).